# فرودگاه کادالا
فرودگاه کادالا (به انگلیسی: Kadala Airport) یک فرودگاه همگانی با کد یاتا HTA است که یک باند فرود بتن دارد و طول باند آن ۲۸۰۰ متر است. این فرودگاه در شهر چیتا کشور روسیه قرار دارد و در ارتفاع ۶۹۲ متری از سطح دریا واقع شده‌است.

## شرکت‌های هواپیمایی و مقصدهای پروازی

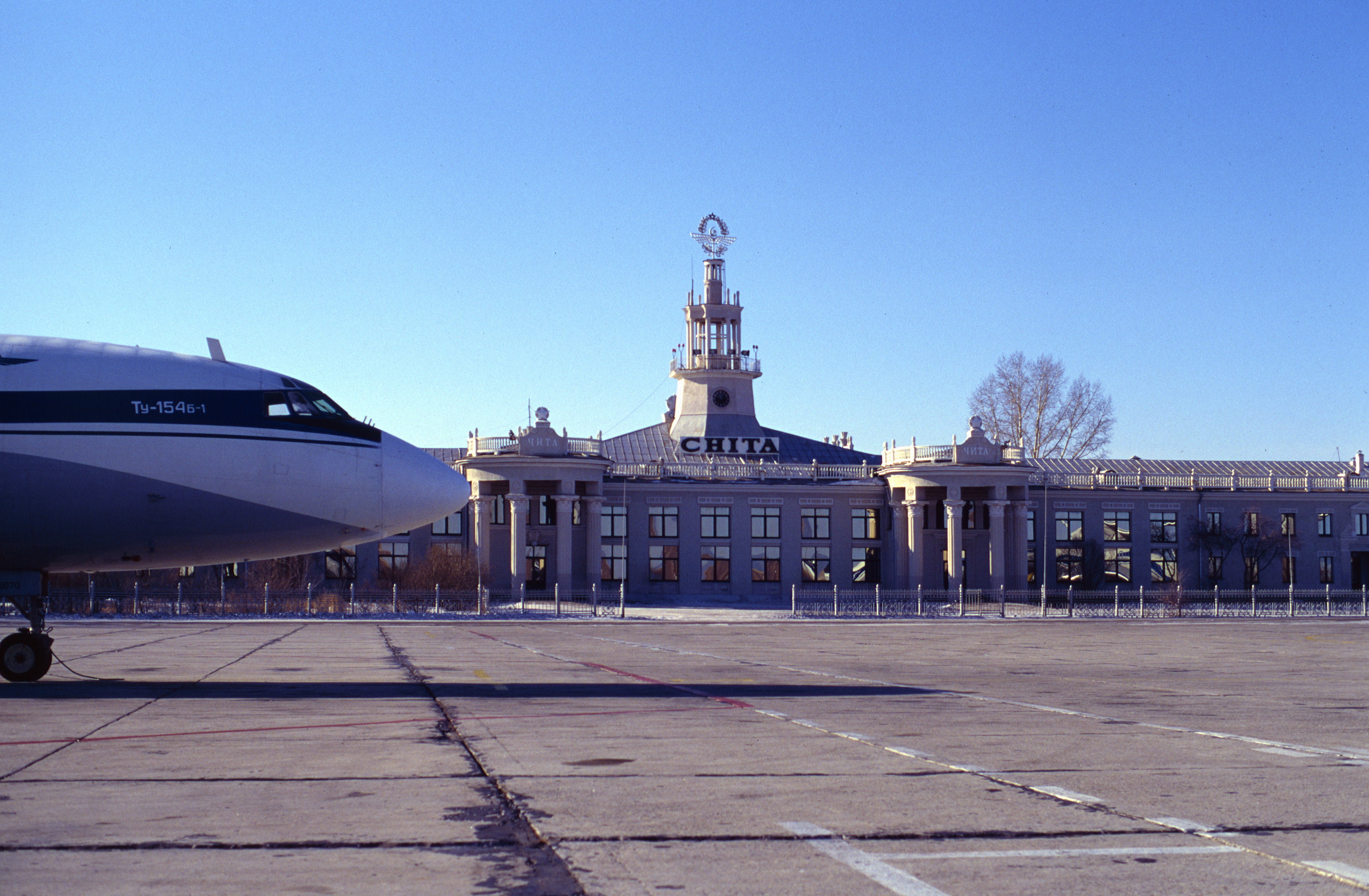
Aeroflot plane Tu-154 near old terminal

| شرکت‌های هواپیمایی                      | مقصدهای پروازی                                  |
| -------------------------------------- | ----------------------------------------------- |
| آنگارا ایرلاینز                        | چارا، ایرکوتسک                                  |
| ایر آئرو                               | ایگناتیوا، ایرکوتسک، خاباروفسک ناوی، ولادی‌وستوک |
| ساراتوف ایرلاینز                       | یملیانو، اولان‌اوده                              |
| اس۷ ایرلاینز                           | تولمچوا                                         |
| اس۷ ایرلاینز اجرا توسط گلوبوس ایرلاینز | دوموده‌دوو                                       |
| اورال ایرلاینز                         | دوموده‌دوو، پالکوو، کولتسوو                      |
| یاکوتیا ایرلاینز                       | ایرکوتسک، خاباروفسک ناوی، یاکوتسک               |

### Statistics
| Rank | City                      | Region                                         | Country | Airports         | Airlines                                      | Number of passengers |
| ---- | ------------------------- | ---------------------------------------------- | ------- | ---------------- | --------------------------------------------- | -------------------- |
| 1    | مسکو                      | مسکو / استان مسکو                              | روسیه   | دوموده‌دوو        | گلوبوس ایرلاینز، اس۷ ایرلاینز، اورال ایرلاینز | 171,427              |
| 2    | نووسیبیرسک                | استان نووسیبیرسک                               | روسیه   | تولمچوا          | اس۷ ایرلاینز                                  | 47,970               |
| 3    | سن پترزبورگ / یکاترینبورگ | سنت پترزبورگ/ استان لنینگراد / استان سوردلوفسک | روسیه   | پالکوو / کولتسوو | اورال ایرلاینز                                | 30,731               |
| 4    | ایرکوتسک                  | استان ایرکوتسک                                 | روسیه   | ایرکوتسک         | آنگارا ایرلاینز، ایر آئرو                     | 16,729               |
| 5    | Chara                     | سرزمین زابایکالسکی                             | روسیه   | چارا             | آنگارا ایرلاینز                               | 7,848                |

| Rank | City       | Region                      | Country | Airports           | Airlines                                                                 | Number of passengers |
| ---- | ---------- | --------------------------- | ------- | ------------------ | ------------------------------------------------------------------------ | -------------------- |
| 1    | مسکو       | مسکو / استان مسکو           | روسیه   | دوموده‌دوو، شرمتیوو | آئروفلوت، گلوبوس ایرلاینز، اس۷ ایرلاینز، اورال ایرلاینز، Vladivostok Air | 195,267              |
| 2    | نووسیبیرسک | استان نووسیبیرسک            | روسیه   | تولمچوا            | اس۷ ایرلاینز                                                             | 23,903               |
| 3    | بانکوک     | Bangkok Metropolitan Region | تایلند  | سووارنابومی        | نوردویند ایرلاینز                                                        | 17,149               |
| 4    | ایرکوتسک   | استان ایرکوتسک              | روسیه   | ایرکوتسک           | آنگارا ایرلاینز، ایر آئرو                                                | 12,600               |
| 5    | Chara      | سرزمین زابایکالسکی          | روسیه   | چارا               | آنگارا ایرلاینز                                                          | 10,561               |